# Chạch sông
Chạch sông (danh pháp hai phần: Mastacembelus armatus) là một loài cá thuộc chi Mastacembelus. trong Họ Cá chạch sông. Loài này được Bernard Germain de Lacépède đặt danh pháp khoa học lần đầu tiên là Macrognathus armatus vào năm 1800.

## Phân bố
Nó là loài bản địa sinh sống trong sông ngòi ở Pakistan, Ấn Độ, Sri Lanka ở phía tây kéo dài về phía đông tới Thái Lan, Campuchia, miền nam Việt Nam, Indonesia và một số khu vực khác ở Đông Nam Á. Tại các quốc gia bản địa, chạch sông là một trong những loài cá thực phẩm quan trọng.
Là một loài ăn thịt, cá chạch sông ăn ấu trùng côn trùng ở đáy nước, giun đất.